# Крутий Берег (Лубенський район)
Крути́й Бе́рег — село в Україні, у Лубенському районі Полтавської області. Раніше разом з селом Тишки було підпорядковане Тишківській сільській раді. Чисельність постійного населення становить 286 осіб.

## Географія

### Розташування
Село Крутий Берег знаходиться на лівому березі річки Удай, у місці впадання в неї річки Многа. Нижче за течією на відстані 3 км розташоване село Тишки, на протилежному березі - село Хитці. Річка в цьому місці звивиста, утворює лимани, стариці та заболочені озера.

## Історія
12 червня 2020 року, відповідно до розпорядження Кабінету Міністрів України № 721-р «Про визначення адміністративних центрів та затвердження територій територіальних громад Полтавської області», село увійшло до складу Лубенської міської громади.
19 липня 2020 року, в результаті адміністративно - територіальної реформи та ліквідації Лубенського району(1923-2020), село увійшло до складу новоутвореного Лубенського району.

## Економіка
ТОВ «Олімп-Агро ЛТД» (Павліченко В.О.)

## Об'єкти соціальної сфери
- Клуб.

## Пам'ятки
- Садиба XVIII століття, збудована у стилі класицизму

## Населення
Згідно з переписом УРСР 1989 року чисельність наявного населення села становила 407 осіб, з яких 156 чоловіків та 251 жінка.
За переписом населення України 2001 року в селі мешкало 286 осіб.

### Мова
Розподіл населення за рідною мовою за даними перепису 2001 року:
| Мова       | Відсоток |
| ---------- | -------- |
| українська | 98,95 %  |
| російська  | 1,05 %   |

## Відомі люди
- Шлендик Іван Васильович (1889-1946) - учасник Визвольних змагань 1918-1921, професор, український громадський діяч у Харбіні
- Сокол Андрій Миколайович - професор, заслужений лікар України. Народився  2 липня 1936 року в с. Крутий Берег Лубенського району Полтавської області. З відзнакою закінчив Чернівецький медичний інститут (1964). Працював старшим лаборантом кафедри (1964-1965), асистентом (1965–1975), доцентом (1975–1980), завідувачем кафедри інфекційних хвороб (1980–2006). З 2006 року – професор кафедри інфекційних хвороб та епідеміології Буковинського державного медичного університету. Упродовж 1985–2000 років обіймав посаду проректора з навчальної роботи. Кандидат медичних наук (1969), доцент (1977),  професор (1990).

	Сокол А.М. – академік Української АН з 1997 р., лауреат премії імені Омеляна Поповича, Заслужений лікар України. Нагороджений орденом «Знак Пошани» та медаллю «Ветеран праці». Помер  24 жовтня 2022р., м. Чернівці. Юхим Гусар.